# Трейсі Чепмен
Трейсі Чепмен (англ. Tracy Chapman; 30 березня 1964, Клівленд, Огайо) — афроамериканська співачка, авторка пісень, музикантка, композиторка, соціальна активістка. Виконує власні пісні, що зачіпають гострі соціальні теми. Активно виступає за цивільну та гендерну рівність, дотримання прав людини в усьому світі.
Одна з її найвідоміших пісень «Fast Car» (1988) — включена до списку 500 найкращих пісень усіх часів журналу Rolling Stone. Комерційно найуспішніший запис Чепмен «Give Me One Reason» (1996) — відзначено премією «Греммі» за найкращу рок-пісню. Західна музична критика називає її «найбільш визначним голосом у сучасному блюз-фолку».

## Життєпис
Народилася 30 березня 1964 в Клівленді, штат Огайо, США.
В 1982 закінчила Вустерську приватну школу в містечку Данбері, штат Конектикут, і вступила в Університет Тафтса, у Медфорді (штат Массачусетс), де спеціалізувалася на антропології.
У 1986 приєднується до ансамблю африканських барабанів коледжу, розвиваючи при цьому власну фольклорну гру на гітарі. У цей період виступає в Бостонському народному гуртку з акустичними піснями власного авторства. Одночасно вона записує демоверсії власних пісень на радіостанції кампусу університету Tufts, WMFO. Там же випадково знайомиться зі студентом Браяном Коппельманом, який рекомендує її своєму батькові Чарльзу, президенту SBK publishing. Чарльз Коппельман знайомить Трейсі Чепмен з продюсером Дейвідом Кіршенбаум і представляє її на студії «Електра Рекордс» (Американська звукозаписна компанія, що входить до складу Warner Music Group), де Чепмен зав'язує знайомство з менеджером Еліотом Робертсом. Вона записує для місцевого журналу «Fast Folk Musical Magazine» пісню «For My Lover», журнал продається з піснею.
У 1987 після відмови кількох продюсерів Чепмен записує за сприяння Дейвіда Кіршенбаума на студії «Електра» дебютний альбом.
Трейсі Чепмен, яку західна музична критика називає «найбільш визначним голосом в сучасному блюз-фолку», випустила «Collection» своїх найкращих пісень. В її шосту платівку увійшли наступні треки: «Telling Stories», «Smoke and Ashes», «Speak the Word», «Wedding Song» (з останнього мульти-платинового альбому, номінованого на «Grammy» за однойменну пісню «Telling Stories»`2000), «Fast Car», «Baby Can I Hold You», «Talkin 'Bout A Revolution», «She's Got HerTicket» (c платинового дебютного альбому «Tracy Chapman»`1988, відзначеного «Grammy»), «Subcity», «Crossroads», «All That You Have Is Your Soul» (з платинового альбому «Crossroads»`1989), «Bang Bang Bang», «Open Arms» (з альбому «Matters of the Heart»`1992), «The Promise», «I'm Ready» і сингл «Give Me One Reason» з альбому 95-го року «New Beginning», за який Чепмен отримала свою четверту «Grammy». Реліз «Collection» проведено 15 жовтня 2001 року.

## Особисте життя
Хоча Чепмен ніколи публічно не обговорювала свою сексуальну орієнтацію, письменниця Еліс Вокер заявила, що вони з Чепмен мали романтичні стосунки в середині 1990-х років. Чепмен дотримується жорсткого розділення свого особистого та професійного життя. «У мене є публічне життя, яке є моєю роботою, і в мене є особисте життя», — сказала вона. «У певному сенсі рішення тримати ці дві речі окремо пов'язане з роботою, яку я виконую».

## Дискографія
- 1988 — «Tracy Chapman», (дата випуску: 5 квітня 1988 р., лейбл «Електра»)
- 1989 — «Crossroads», (дата випуску: 3 жовтня 1989 р., лейбл «Електра»)
- 1992 — «Matters of the Heart» (дата випуску: 28 квітня 1992 р., лейбл «Електра»)
- 1995 — «New Beginning» (дата випуску: 14 листопад 1995 р., лейбл «Електра»)
- 2000 — «Telling Stories» (дата випуску: 15 лютого 2000 р., лейбл «Електра»)
- 2002 — «Let It Rain» (дата випуску: 15 жовтня 2002 р., лейбл «Електра»)
- 2005 — «Where You Live» (дата випуску: 13 вересня 2005 р., лейбл «Атлантик»)
- 2008 — «Our Bright Future» (дата випуску: 11 листопада 2008 р., лейбл «Атлантик»)